# Vila Cortês do Mondego
Vila Cortês do Mondego ist eine Gemeinde (Freguesia) im portugiesischen Kreis Guarda. In ihr leben 283 Einwohner (Stand 19. April 2021).